# Bartolomé Calderón
Bartolomé Calderón (Muros, 1861-Burdeos, 1931) fue un periodista español, especializado en temas económicos.

## Biografía
Nacido el 14 de agosto de 1861 en la localidad coruñesa de Muros, fue un influyente periodista gallego especializado en cuestiones económicas, en especial agrarias. Creía que Galicia estaba llamada a seguir una vía de desarrollo semejante a la de Dinamarca, sobre los pilares de la especialización láctea y el cooperativismo y centrada en las exportaciones a los mercados europeos. Mantenía posiciones muy críticas hacia el Estado español debido a su centralismo y proteccionismo diseñados para proteger los intereses de los productores de cereal de las regiones centrales y meridionales, chocando pues con el desarrollo que él promovía para el sistema agrario gallego. Las ideas de Calderón fueron muy populares entre los líderes agraristas y galleguistas durante las dos primeras décadas del siglo XX pero su influencia decayó posteriormente y cayó en el olvido tras su muerte en Francia, donde residía desde hacía más de cuarenta años, en 1931.